# No Pads, No Helmets... Just Balls
Albums de Simple Plan
Live in Japan 2002
(2003)
Singles
1. I'm Just a Kid
Sortie : 19 février 2002
2. I'd Do Anything
Sortie : 8 octobre 2002
3. Addicted
Sortie : 3 juin 2003
4. Perfect
Sortie : 6 août 2003

No Pads, No Helmets… Just Balls est le premier album du groupe de punk rock québécois Simple Plan.

## Description
L'album sort le 19 mars 2002 sous l'étiquette Atlantic Records et il est propulsé par le premier single I'm Just A Kid suivi de I'd Do Anything, Addicted et Perfect.
De plus, deux chansons sont écrites par les artistes américains Joel Madden de Good Charlotte et Mark Hoppus de Blink-182.
L'édition japonais et européenne comprend l'album et un DVD,.

### A Big Package for You - 1999-2003
A Big Package for You - 1999-2003 est un documentaire retraçant les coulisses de l'enregistrement de l'album No Pads, No Helmets... Just Balls, des tournages de vidéoclip pour les chansons I'd Do Anything et Perfect également la tournée promotionnelle.
De plus, le DVD comprend A Small Package for You, un CD de trois chansons donc Crash And Burn, One Day (version live) & I'd Do Anything (version live).
Dans la version australienne, il inclut 3 DVD et A Small Package for You.
Également, le DVD est certifié or en Australie et aux États-Unis & platine au Canada. 

## Liste des chansons
1. I'd Do Anything
2. The Worst Day Ever
3. You Don't Mean Anything
4. I'm Just A Kid
5. When I'm With You
6. Meet You There
7. Addicted
8. My Alien
9. God Must Hate Me
10. I Won't Be There
11. One Day
12. Perfect

### États-Unis
13. Grow Up
14. My Christmas List

### Europe & Mexique
13. Grow Up
14. American Jesus (Live)

### Japon
13. One By One
14. Grow Up

### Tour Edition
*Édition spéciale seulement sorti au Japon.
13. No Pads, No Helmets... Just Balls Live Medley
14. Perfect (Live)
15. Addicted (Live)

## Personnel
- voix: Pierre Bouvier, David Desrosiers, Sébastien Lefebvre
- guitare: Sébastien Lefebvre, Jeff Stinco
- basse: David Desrosiers
- batterie: Chuck Comeau
- producteur: Ziad "Zee" Al-Hillal, Arnold Lanni & Simple Plan
- ingénieur studio: Ziad "Zee" Al-Hillal, Angelo Caruso & Arnold Lanni[7]

## Classements et Certifications
| Pays       | Palmarès                     | Position |
| ---------- | ---------------------------- | -------- |
| Australie  | ARIA albums chart            | 29       |
| Canada     | Canadian albums chart        | 8        |
| États-Unis | Billboard 200                | 35       |
| États-Unis | Billboard top album sales    | 35       |
| États-Unis | Billboard top catalog albums | 2        |
| États-Unis | Billboard heatseekers albums | 3        |

| Pays             | Association | Certification | Ventes/Équivalences |
| ---------------- | ----------- | ------------- | ------------------- |
| Australie        | ARIA        | platine       | 70 000              |
| Canada           | CRIA        | 2x platine    | 200 000             |
| États-Unis       | RIAA        | 2x platine    | 2 000 000           |
| Japon            | RIAJ        | or            | 100 000             |
| Nouvelle-Zélande | RIANZ       | or            | 7 500               |
| Royaume-Uni      | BPI         | argent        | 60 000              |